# Les Films de Pierre
Les Films de Pierre est une société de production de cinéma française, créée en 2007 par Pierre Bergé, et Pierre Thoretton .
Elle a été dirigée par Hugues Charbonneau (producteur) de 2007 à 2018.
Depuis 2018, elle est dirigée par Marie-Ange Luciani (gérante et productrice), celle-ci ayant racheté la société.

## Filmographie

### Cinéma
- 2009 : La Baie du renard (court métrage) de Grégoire Colin
- 2010 : Yves Saint Laurent - Pierre Bergé, l'amour fou de Pierre Thoretton
- 2011 : J'aime regarder les filles de Frédéric Louf
- 2013 : Eastern Boys de Robin Campillo
- 2013 : L'Armée du salut d'Abdellah Taïa
- 2016 : Que vive l'Empereur (court métrage) d'Aude Léa Rapin
- 2017 : La Surface de réparation de Christophe Régin
- 2017 : 120 battements par minute de Robin Campillo
- 2019 : L'Angle mort de Pierre Trividic et Patrick Mario Bernard
- 2019 : Sibyl de Justine Triet
- 2020 : Headshot : roulette russe d'Antonia Buresi et Lola Quivoron
- 2021 : Retour à Reims (Fragments) de Jean-Gabriel Périot
- 2021 : Arthur Rambo de Laurent Cantet
- 2022 : La Ligne d'Ursula Meier
- 2023 : L'Île rouge de Robin Campillo
- 2023 : Anatomie d'une chute de Justine Triet

### Télévision
- 2010 : L'Illusion comique de Mathieu Amalric